# Vesperweiler

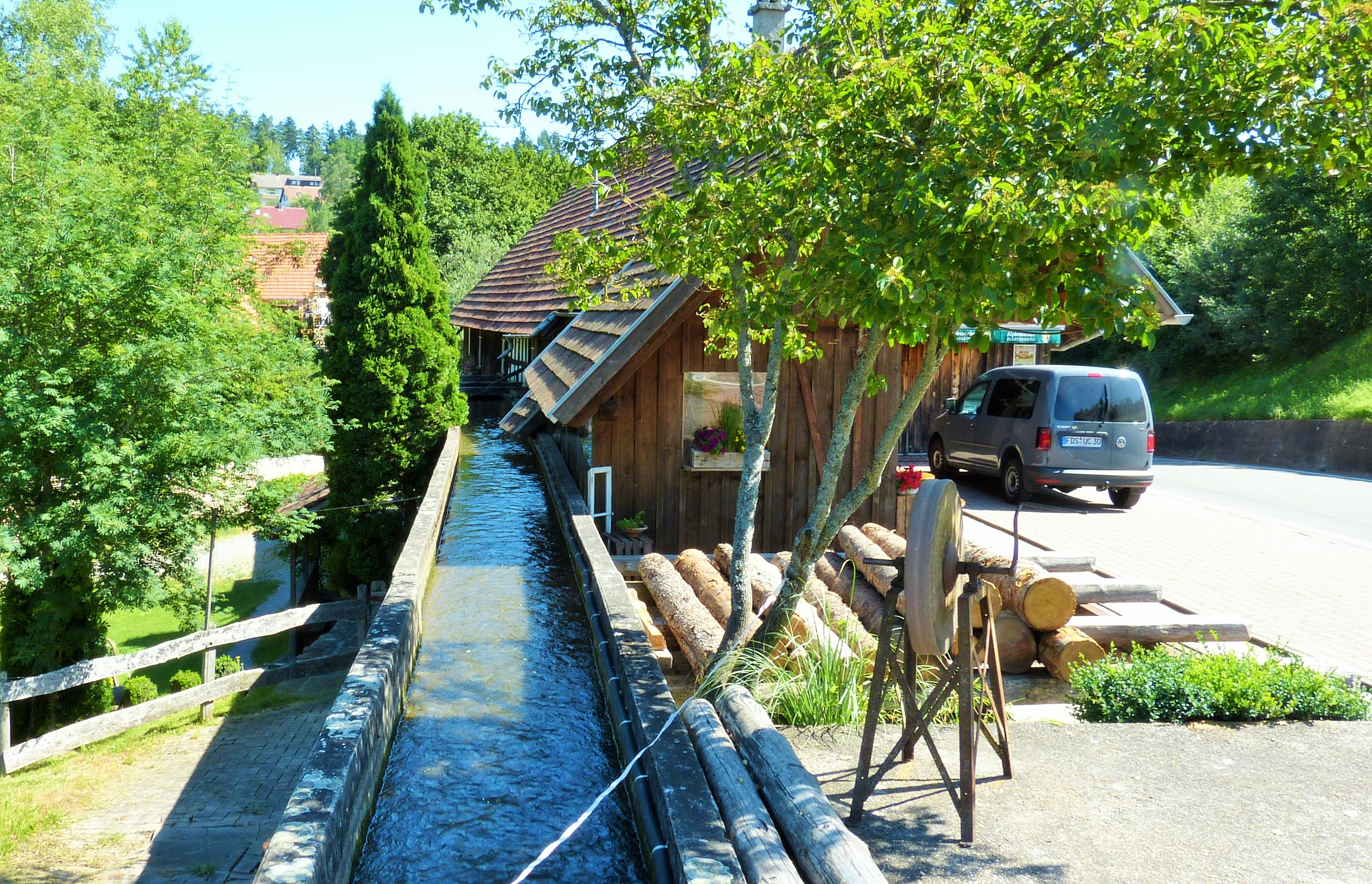
Mönchhof-Sägemühle am Ortseingang von Vesperweiler, 2019

Vesperweiler ist ein Ortsteil der Gemeinde Waldachtal am Rande des Nordschwarzwaldes im Tal der Waldach mit rund 200 Einwohnern im Landkreis Freudenstadt. Vesperweiler ist in zwei Teile gegliedert: zum einen die vor allem zwischen den 1960er und 1980er Jahren erbaute Siedlung und zum anderen der alte Ortskern („Flecka“ genannt) an der Waldach. Gegründet wurde das Dorf von Mönchen des Klosters Bebenhausen im Jahr 1088.

## Historische Sägemühle
Sehenswert ist die Mönchhof-Sägemühle, die mindestens seit 1435 besteht und noch heute funktionstüchtig ist. Die Sägemühle befindet sich heute in Privatbesitz.